# Arthur Xhignesse
Arthur Xhignesse (Abée 1873 – Luik 1941) was ingenieur in Luik (België) doch bekend als schrijver van werken geschreven in Waals dialect. 
Xhignesse is geboren in de Luikse Condroz, meer bepaald in het gehucht Scry in het dorp Abée. Het dialect in zijn werken bevatte een gemengde woordenschat van Luiks, Ardeens en Condroz-dialect; de schrijfwijze van zijn dialect was evenwel Luiks. Hij was een actief lid van de Société liégeoise de Littérature wallone, een vereniging in Luik die literaire werken besprak en publiceerde.
Bekende werken van hem zijn Lès pauves diâles (1907) en Boule-di-Gôme (1912). Het eerste is een verzameld werk en het tweede een roman.